# Benedikte Dahl
Benedikte Dahl (* 13. Juni 1954) ist eine ehemalige dänische Schauspielerin.

## Leben
Benedikte Dahl absolvierte nach ihrem Abitur von 1973 bis 1976 eine Schauspielausbildung an der Staatlichen Theaterschule in Kopenhagen. Ihr Bühnendebüt als Darstellerin hatte sie im Jahr 1977 am Aarhus Teater. Sie stand in mehreren Theaterstücken, Varieté-Shows und Musicals auf der Bühne, so auch am Königlichen Theater Kopenhagen, am Viborg-Theater, am Folketeatret oder am Odense Teater.
Von 1978 bis 1982 war sie als Schauspielerin vor der Kamera tätig. Einem breiten Publikum bekannt wurde sie in Dänemark vor allem durch ihre Rolle der Ellen Skjern in der beliebten Serie Die Leute von Korsbaek. Danach verabschiedete sie sich aus der Filmbranche.
Benedikte Dahl begann Mitte der 1980er-Jahre ein Psychologiestudium an der Universität Aarhus, das sie auch erfolgreich abschloss. Seit 2004 besitzt sie eine eigene Praxis für Psychotherapie in Randers.

## Filmografie
- 1978–1982: Die Leute von Korsbaek (Fernsehserie)
- 1981: Galgemanden
- 1982: Froken Jensens Pensionat
- 1982: En Kaerlighed Historie fra Provinsen